# Croix de Dupplin
La croix de Dupplin est une haute croix celtique de la province historique du Strathearn, en Écosse, qui a été construite vers 820, pendant ou très peu après le règne de Constantin des Pictes de Fortriú. Cette haute croix est l'une des dernières de la terre des Pictes que l'Écosse conserve.

## Histoire
Cette croix en pierre est l'un des rares hautes croix de la terre des Pictes retrouvées jusqu'aujourd'hui. On fait mention d'une seconde croix, la croix de Dronachy, dans les terres d'Invermay, dans le sud de Forteviot, qui à ce jour n'a toujours pas été retrouvée. La première mention de cette croix apparaît en 1769 sous la plume de Thomas Pennant. Elle se trouvait à l'époque  au sommet d'une colline, entre les villages de Forteviot et de Dunning.

## Description
La croix de Dupplin mesure 2,5 mètres de haut pour 1 m de large, bras de la croix compris. Elle est sculptée avec de nombreuses scènes religieuses et des animaux pittoresques de la tradition gaélique.On peut constater malgré le mauvais état de la croix certaines inscriptions visibles comme l'inscription CUSTANTIN FILIUS FIRCUS. Ce nom est la forme latine du nom gaélique du roi du IXe siècle; « Constantin fils de Fergus ».
Cette inscription implique que la croix a été sculptée soit pendant, soit peu de temps après le règne de Caustantín, Elle est particulièrement importante car elle permet de la situer dans la chronologie de la sculpture picte. Elle indique donc que le gaélique était usité à l'époque car elle utilise cette langue pour son nom personnel et le latin pour celui de son père.

## Conservation
En 2002, cette croix a été placée sous l'égide d'Historic Scotland, un institut écossais s'occupant des monuments nationaux, et a été installée dans la tour de l'église Saint Serf de Dunning dans la section des monuments datant d’avant le XIIe siècle.